# طوماس منساه
طوماس منساه (بالإنجليزية: Thomas Mensah)‏ هو مهندس كيميائي غاني، ولد في القرن العشرين.